# 黒
黒（くろ）またはブラックは、色の一つで、無彩色であり真の基本の色。煤や墨のような色である。光が人間の可視領域における全帯域にわたりむらなく感得されないこと、またはそれに近い状態、ないしそのように人間の視覚に感じられる状態である。黒は下のような色である。黒色（コクショク）は黒のような色を表す。
|  |

日本語の「くろ」や漢字の「玄」は、「玄米」「黒砂糖」というように、翻訳においては、黒、茶色・褐色と、英語のblack, brownが整合しないことがある。

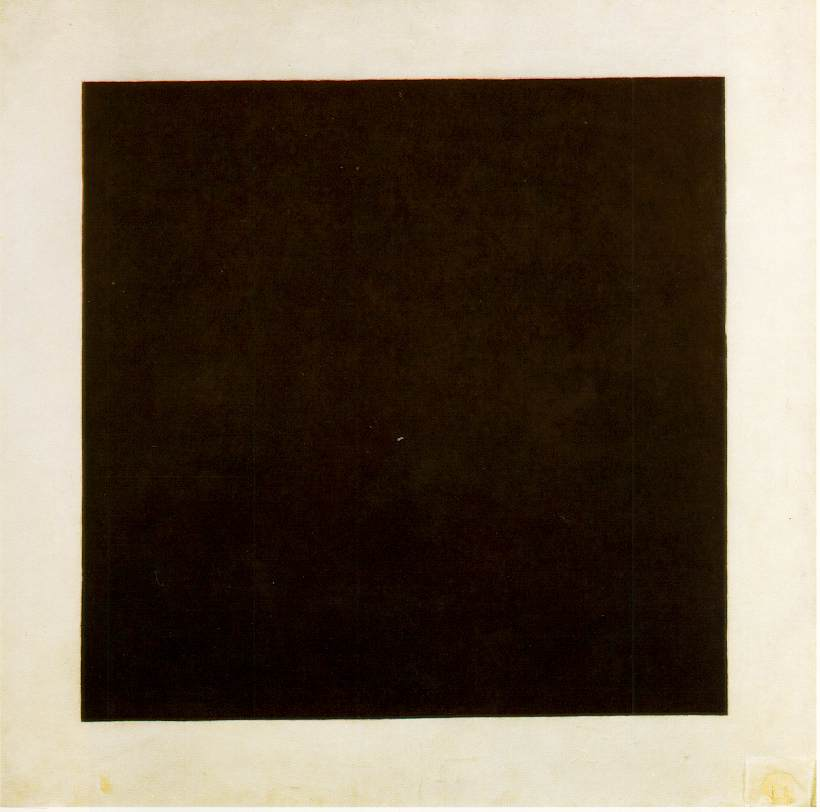
作品『黒の正方形』（カジミール・マレーヴィチ、1915年）

## 光源色としての黒
色を光として見る時、黒は、可視光がほとんど全くない状態を意味する。例えばRGBにおいては、3色ともない状態である。従って、ブラウン管は本来、黒として発色することはできないため、テレビ映像では他の色とのコントラストの調整によって人の目には強い黒として錯覚させている。ちなみに、ウェブブラウザでBlackと指定した時は、#000000として定義される。

## 物体色としての黒

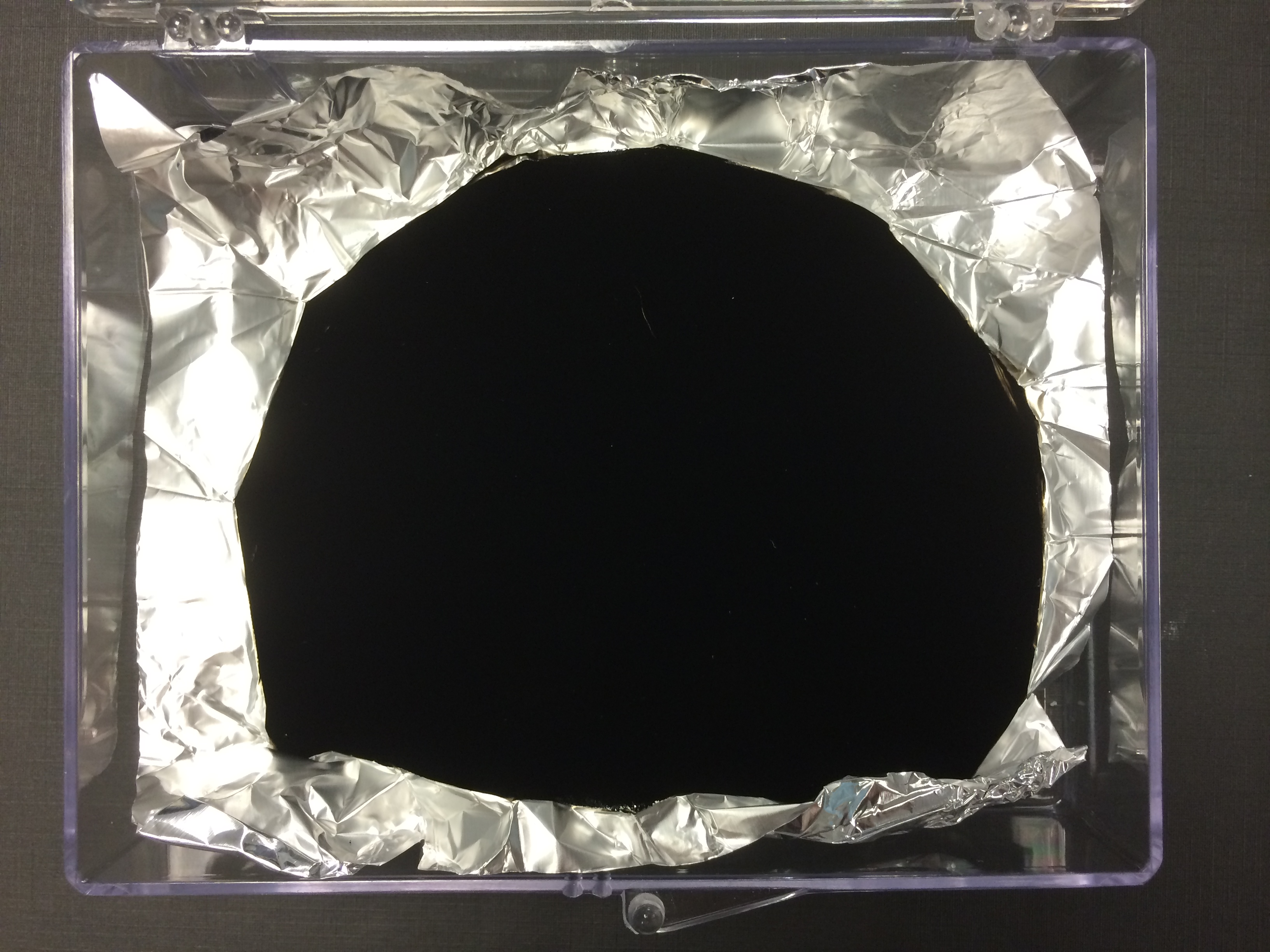
99.965%の可視光を吸収し反射を押さえた物質(ベンタブラック）

物体の黒は、理想としては光の反射率が0で、全ての波長の光を吸収する色である。絵具の三原色の3色を混ぜる（減法混合）と黒になる。全ての波長を完全吸収する物質（黒体と呼ばれる）は存在しないが、それに近づけるべく、カーボンナノチューブなどを使った素材（暗黒シート）の研究開発が行われている。日本の産業技術総合研究所（産総研）などが開発した暗黒シートは、光の吸収率が99.5％以上で、折り曲げも可能である。シリコーンゴムの表面に数十マイクロメートルの凹凸を無数につくり、その窪みに光の反射を閉じ込めて濃い黒色に見えるようにしている。イギリスのサリーナノシステムズ社が開発した塗装技術は、カーボンナノチューブを使い、当たった光の99.9％以上を吸収する。アメリカ合衆国のマサチューセッツ工科大学もカーボンナノチューブを使った黒い物質を2019年に開発発表している。 
「黒光り」という言葉があり、黒の色材・色料（絵具や塗料）に光沢を付与すれば実現できる。「黒光り」という語は塗装面の平滑さなどから来る艶、表面反射を意味していると言える。
熱を吸収することを利用した黒色のフォイルが、料理に使用されている。
白に比べて黒は物体を小さく見せる効果がある。たとえば、囲碁に用いる碁石は白石（直径21.9mm）よりも黒石（同22.2mm）の方が0.3mm大きく作られている。

## 黒の色料
塗装や描画、文字書きに使われる黒色系の色料・道具には、上記の絵具や塗料のほか、インク、墨、鉛筆、木炭などがある。他の色との混ざり具合や黒色としての濃淡、光の反射度合いは様々である。光をほとんど反射せず、人間の目には真っ黒に見える塗料も市販されている。
黒い顔料は存在するが、黒い染料は厳密には存在しないとされる。染色で黒色を発色させる際は紫色の染料を濃くした物を使用する場合がほとんどである。故に紫色の染料（紫根やムラサキイガイ）が貴重品だった時代、黒は高貴な色ともされた。中世イングランドのエドワード黒太子の由来もここから来ているとされる。「#近似色」も参照。

### 炭素系黒色顔料

#### カーボンブラック Carbon Black
カーボンブラックは、広義には炭素からなる黒色顔料の総称として使われ、後述のランプブラックやボーンブラックを含む。黒色顔料の名称としてカーボンブラックと呼ぶ場合、チャンネルブラックやファーネスブラックなどの極微細カーボンブラックを指す。チャンネルブラックは著しい漆黒度と着色力を持ち、粒子の直径は僅か10nmである。ファーネスブラックは、表面が不活性で、通常カーボンブラックとして取引されているもののほとんどはファーネスブラックである。Colour Index Generic NameはPigment Black 7である。

#### 油煙 Lamp Black
ランプブラックは油を不完全燃焼させて得た「煤」である。使用の歴史は数千年前に遡る。生産効率は悪いが足色に美しい青みが出る特異な色合いの顔料である。Colour Index Generic NameはPigment Black 6である。

#### 植物黒 Vegetable Black
植物黒は植物原料を炭化させたもので、使用材料によって「葡萄蔓黒・葡萄蔓炭、バインブラック (Vine Black)」、「桃核黒・桃核炭、ピーチブラック (Peach Black)」などと命名されるが慣用名になっており、例えば「ピーチブラック」を冠する製品は存在するものの広く一般に入手可能な製品に桃核黒・桃核炭を使用した製品は存在しない。一部製品のラベルには植物性黒の使用が記されているが、顔料は既に払底しており、実情と異なる。真正の桃核黒・桃核炭を望むならば、例えば火鉢や鞴などの簡便な道具を用いて自作するほかない。この時なるべく高温で焼成すると植物性黒らしい青味の強い黒色顔料を作ることが可能である。ただし当然ながら火には注意しなければならない。植物黒のColour Index Generic NameはPigment Black 8である。

#### 骨炭 Bone Black
獣骨を焼成して製造した黒色顔料。主成分は燐酸カルシウムで、発色成分である炭素は10%前後に過ぎない。この値は原料骨によって左右される。象牙は有機物含有量が高いために、象牙黒炭素を多く含有する着色力が強い黒色顔料を作ることができる。しばしば黴の温床となる、扱いに注意を要する顔料である。油絵具などに見られる「アイボリーブラック」のアイボリー（象牙）は名前ばかりで、実際には牛などの骨による骨炭が使用されている。しかし2007年新たに発売された国産ブランド油絵具「油一」の「アイボリーブラック」には真正の象牙による骨炭が贅沢に使用されており、一部で話題となった。2年後の2009年、ホルベイン工業は顔料において、このほかの16種の顔料と同時に真正象牙黒を製品化した。骨炭のColour Index Generic NameはPigment Black 9である。

#### 黒鉛 Graphite
黒鉛は平面状の分子がきちんと層状に積み重なったもので、炭素の原子が蜂の巣状（六角形が二次元的に繰り返された構造）に共役結合した平面分子である。現在、グラファイトは顔料の形で購入可能であり、鉛筆から手作りした鉛筆の粉とは性質が異なる。Colour Index Generic NameはPigment Black 10である。

### 酸化物系黒色顔料
鉄の酸化物（マグネタイト型四酸化三鉄）や、銅とクロムの複合酸化物、銅、クロム、亜鉛の複合酸化物なども、有用な黒色顔料である。炭素系黒色顔料とは性状が大きく異なる。Colour Index Generic Nameは四酸化三鉄がPigment Black 11で、銅・クロムの複合酸化物がPigment Black 28である。

## 近似色
- 青との混色…紺、ミッドナイトブルー、濡烏（濡羽色・烏羽色）
- 赤との混色…茶色、玄、黒檀色

## 黒い飲食品
コーヒーのように元より黒い飲料・食品があるほか、竹炭の粉末を混ぜてアイスクリームなどを黒く仕上げることもある。

## 文化・比喩としての黒
日本文化の中で黒は様々なものを象徴する色として扱われている。
- 相撲など勝負事で敗北を「黒星」と言うことがある[8]。
- 囲碁やオセロでは黒と白の石を使用し、黒と担当するプレイヤーが先手と定められている[9][10]。
- 謎、夜、未知のもの、超自然的なもの、死、不運といった物に関連付けられる。一方、白と組み合わさると「直感」を象徴できる[11]。
- 犯罪の容疑があることを俗に「黒」と表現する[12]。
- 「ブラック企業」や「ブラックマーケット」など、不正な事柄や非合法な事物を「ブラック」と表現することがある[12]。
- 「黒魔術」「黒歴史」「暗黒時代」のように、悪や忌むべきこと、不透明さ等の比喩としても使われる。「闇」「影」も参照。
- クレジットカードでは最上位のカードをブラックカードとするなど、最上位のランクとして黒色が使われることもある。
- 裁判官の法服など、何事にも染まらない、公平さを示す色としても使われる。
- アナキストの掲げる旗の色。

上記のうち、悪いことを「黒」（ブラック）と比喩することに対しては、黒人差別反対の観点から批判も出ている。